# Adolf Brodbeck
Adolf Brodbeck (* 29. September 1858 in Liestal; † 4. Februar 1937 ebenda, reformiert, heimatberechtigt in Liestal) war ein Schweizer Politiker (FDP).

## Leben
Adolf Brodbeck kam am 29. September 1858 in Liestal als Sohn des Pfarrers und Baselbieter Regierungsrats Johann Jakob Brodbeck und der Anna geborene Zeller zur Welt. Der Absolvent des Pädagogiums in Basel nahm ein Studium der Rechte an den Universitäten Basel, Strassburg und Leipzig auf, das er mit dem Erwerb des akademischen Grades eines Dr. iur. abschloss.
In der Folge eröffnete er 1883 ein Anwaltsbüro in Liestal. Dazu war er zwischen 1889 und 1890 als Erster Obergerichtsschreiber, daran anschliessend bis 1897 als Staatsanwalt des Kantons Baselland eingesetzt. Ferner nahm er 18 Jahre lang ein Verwaltungsratsmandat in der SBBG wahr. Daneben schrieb er für die Basellandschaftliche Zeitung juristische Beiträge.
Adolf Brodbeck heiratete im Jahr 1892 die gebürtige Langenbruckerin Maria Martha geborene Dettwiler. Er verstarb am 4. Februar 1937 vier Monate nach Vollendung seines 78. Lebensjahres in Liestal.

## Politisches Wirken
Adolf Brodbeck fungierte zunächst als Präsident der Gemeindekommission Liestal, bevor er 1897 in den Regierungsrat des Kantons Basel-Landschaft gewählt wurde, in dem er bis 1922 einsass. Dort stand er bis 1902 der Justiz- und Militärdirektion und wieder ab 1917, dazwischen der Baudirektion vor. Zusätzlich amtierte er als Regierungsratspräsident in den Jahren 1900 bis 1901, 1905 bis 1906, 1910 bis 1911, 1915 bis 1916 sowie 1919 bis 1920.
Während seiner Amtszeit als Baudirektor erfolgten der Bau des Rheinkraftwerks Wyhlen und der Schleuse Augst, mehrerer Schmalspurbahnen und der Hauenstein-Basislinie der SBB sowie erste Anpassungen der Strassen an den Autoverkehr. Adolf Brodbeck gehörte dem sogenannten Regierungsfreisinn an, der sich 1910 zur demokratisch-volkswirtschaftlichen Vereinigung zusammenschloss. Überdies war er als Platzkommandant von Liestal eingeteilt.